# Alberto Nones
Alberto Nones (Trento, 28 dicembre 1975) è un pianista, saggista e docente italiano.

## Biografia
Già docente di Storia della musica presso i Conservatori "Giacomo Puccini" di Gallarate, "Giuseppe Verdi" di Como, "Francesco Morlacchi" di Perugia e Pianoforte principale presso il Conservatorio "Egidio Romualdo Duni" di Matera, è titolare della cattedra di Storia della musica presso il Conservatorio "Gioachino Rossini" di Pesaro e docente di Pianoforte principale presso il Conservatorio "Umberto Giordano" di Foggia e Rodi Garganico.
Le sue interpretazioni vertono in particolare su Fryderyk Chopin, di cui ha inciso l'integrale delle Mazurke, dei Notturni e delle Fantasie nell'ottica di un lavoro di più ampia portata sul compositore polacco. Ha inciso per le etichette discografiche Da Vinci Publishing, Halidon, Continuo, Convivium, Entremuses/Anima Records, Luna Rossa Classic.
Come storico della musica, Nones ha pubblicato studi e monografie su Francesco Antonio Bonporti, Riccardo Zandonai, Giuseppe Verdi, Fryderyk Chopin, Marco Anzoletti, Pietro Cimara e The Doors.
Si è diplomato con lode in pianoforte presso il Conservatorio "Francesco Antonio Bonporti" di Trento nel 1997. Parallelamente all'attività di musicista e musicologo (affine ai principi della New Musicology), Nones ha compiuto studi umanistici, laureandosi cum laude in Filosofia presso l'Università di Bologna e proseguendo gli studi alla London School of Economics, dove ha ottenuto il titolo di Master of Science in Political Theory, e alla School of International Studies (scuola di dottorato multidisciplinare) dell'Università di Trento, dove ha conseguito il dottorato di ricerca in Studi Internazionali. È stato inoltre Marie Curie Fellow all'Università di Cambridge e ricercatore Fulbright e Post-Doc Fellow all'Università di Princeton, avviando una carriera accademica nelle scienze umane che lo ha visto insegnare alla United Arab Emirates University (Visiting Professor nel 2010-11), all'Università di Trento e all'Università di Lugano.
Specializzato nell'ambito di ricerca dei Performance Studies, dirige l'Associazione Europea di Musica e Comunicazione (AEMC), con la quale organizza la Music, Communication and Performance Conference. Predilige i pianoforti Fazioli ma incide anche su un Bösendorfer grancoda 92 tasti della sua collezione personale.
Nel novembre 2024 incide su un pianoforte Pleyel, primo al mondo su pianoforte dell'epoca, un nuovo Valzer in La minore attribuito a Chopin.

## Recensioni e critiche
Le Fantasie chopiniane di Nones (Convivium Records, 2022) sono state valutate con 5 stelle dalla rivista Amadeus che ne ha apprezzato, in particolare, l'eleganza del fraseggio; James Harrington, nella rivista statunitense Fanfare, elogia in particolare la Fantasia op.49 "that gets a superb performance here". Sulla stessa rivista, Huntley Dent si è speso invece criticamente, affermando che lo stile di Nones non può che essere ritenuto divisivo, poiché "The use of fast tempos and literal phrasing, absent even a hint of suppleness or rubato, flies in the face of accepted Romantic performance practice". Dent riconosce tuttavia consapevolezza alle scelte interpretative di Nones, il quale "has sufficient technique to carry them off", la cui competenza "is beyond dispute", e che nondimeno "approaches Chopin perversely".

Unanimemente acclamate dalla critica, invece, le sue interpretazioni delle Mazurke. Particolarmente elogiative, in tal senso, le recensioni del critico musicale Dino Villatico e di Andrea Bedetti,  per il quale:
"Era da diverso tempo che non ascoltavo un interprete capace di appassionare, emozionare e stimolare l'ascolto di queste opere come è riuscito a fare il pianista trentino. I grandi interpreti chopiniani sono in grado di far ascoltare, con le loro letture, non la musica di Chopin, ma Chopin stesso, ossia estrapolando dalle loro esecuzioni la vita stessa del sommo polacco, le sue emozioni, i suoi dolori, le sue illusioni, i suoi sogni, la sua solitudine interiore. Ecco, Alberto Nones ha eseguito in fondo la vita di Chopin, ne ha descritto, attraverso questa registrazione, la biografia in musica, tenuto conto che l'ordine di esecuzione delle Mazurche rispecchia quello cronologico". 
Recentemente Harrington, esprimendosi molto positivamente su Fanfare a proposito dei Nocturnes (Halidon, 2024), ha dichiarato:
"Chopin’s own performances were noted for their nuance and sensitivity, and Nones follows admirably in that tradition. He shapes the melodies beautifully, and is very attentive to the inner voices. In choral music, we often refer to the alto and tenor parts as harmonic filler, and consider them less interesting than the soprano and bass. With Chopin, there are almost always secondary musical lines embedded in those inner parts. Nones uses wonderful dynamic shading that is normally reserved for the main melody for these inner lines, but never at the expense of the main melody. He brings out some that were new to me, while still providing a bass line that moves the music forward"
Esprimendosi circa l'album Reflecting Mozart (2024), il critico Remy Franck ha parlato di "interpretazioni estremamente ricercate e strane, in cui c'è molta espressività da ascoltare, molta drammaticità immediata, spietata nella traduzione dell'angoscia mentale che Nones sente nelle fantasie e nell'Adagio", concludendone perciò che "Nones abbatte ogni barriera che potrebbe essersi eretta tra noi e Mozart".

## Discografia
- Alberto Nones plays Chopin, Liszt, Brahms and Scriabin, (registrazione dal vivo in presa diretta), TAU Records, 1998

- Fryderyk Chopin, Mazurkas - Alberto Nones, (integrale, 2 CD), con note di copertina di Alberto Nones, Continuo Records, 2016
- Johannes Brahms, Le Sonate per pianoforte e violino - Alberto Nones (pianoforte) e Franco Mezzena (violino), con note di copertina di Carlo Piccardi, Luna Rossa Records, 2017

- Pietro Cimara, L'infinito - Art Songs for Soprano and Piano - Nunzia Santodirocco (soprano) and Alberto Nones (piano), con note di copertina di Alberto Nones, Da Vinci Classics, 2019

- S. Rachmaninov / V. Silvestrov, Preludes / Kitsch-Musik - Alberto Nones, su pianoforte August Foerster del 1925, Anima Records, 2022

- F. Chopin, Complete Fantasies - Alberto Nones, con note di copertina di Alberto Nones, Convivium Records (distribuzione Naxos), 2022

- Marco Anzoletti (1867-1929) - Golden Nothingness - Complete Unpublished Arts Songs for Soprano and Piano - World Première Recording - Gabriella Costa, soprano - Alberto Nones, piano, con note di copertina di Alberto Nones, Da Vinci Classics, 2024[17][18][19][20]
- West-East-bound Musical Encounters, 1: Brahms & Yun, Halidon Music, 2024
- Fréderic Chopin, Complete Nocturnes - Alberto Nones, Halidon Music, 2024
- Alexander Scriabin, Étude Pathétique - Alberto Nones, Halidon Music, 2024.
- Chopin New Waltz in A minor (Morgan Library & Museum, 452191, Satz 1.10), AEMC, 2024.
- Reflecting MOZART - Alberto Nones, piano, AEMC, 2024.
- Federico Mompou, Canción No. 6 - Alberto Nones, piano, AEMC, 2024.
- F. Chopin, Waltz in A Minor ("Found in New York") - Alberto Nones (Fazioli F278), Halidon Music, 2024.

## Pubblicazioni, traduzioni e curatele
- Maurizio Viroli, As if God existed. Religion and liberty in the history of Italy, Oxford: Princeton University Press, Princeton, N.J., 2012 (trad. di Alberto Nones di: Viroli M., Come se Dio ci fosse: religione e libertà nella storia d'Italia, Einaudi, Torino, 2009) ISBN 9780691142357
- Ascoltando Verdi. Scrigni di musica, filosofia politica e vita, ABEditore, Milano, 2013 ISBN 9788865511497
- Zandonai. Un musicista nel vento del Novecento, U.C.T., Trento, 2014 ISBN 9788896384206
- Ascoltando i Doors. L'America, l'infinito e le porte della percezione, Mimesis, Milano-Udine, 2014 ISBN 9788857521220
- Francesco Antonio Bonporti o la fede sonora. Conversazioni impossibili con un compositore barocco, Notami, Civitanova Marche, 2020 ISBN 9788894531800
- Michael Maul, Alberto Nones (eds.), Forms of Performance: from J.S. Bach to M. Alunno (1972-), Vernon Press, Wilmington, 2020 ISBN 9781622738243
- Lawrence Kramer, Alberto Nones (eds.), Classical music in a changing world. Crisis and vital signs, Vernon Press, Wilmington, 2021 ISBN 9781648891519[20].